# Ilaria
Ilaria  è un nome proprio di persona italiano femminile.

## Varianti
- Femminili Alterati: Ilarina, Ilarietta, Ilariuccia, Laria
  - Ipocoristici: Rina, Ila
- Maschili: Ilario

### Varianti in altre lingue
- Francese: Ilarie
- Inglese: Hilary[3], Hillary[2]
- Latino: Hilaria[2]
- Polacco: Hilaria
- Spagnolo: Hilaria[2]

## Origine e diffusione
Deriva dal nome latino Hilarius, a sua volta derivato da hilaris che significa "ìlare", "allegro" (o anche dal greco antico ‘Ιλαρος, Hilaros, di identico significato; la radice latina è derivata da quella greca). Ha quindi lo stesso significato dei nomi Allegra, Gaudenzia e Blythe.
Viene portato da un personaggio della mitologia greca, Ilaria, figlia di Leucippo e sorella di Febe. La variante straniera "Hilary" era particolarmente popolare in Francia, e durante il Medioevo era trattata come nome maschile; venne riportata in auge nel XX secolo al femminile. La popolarità di Hilary e della sua variante Hillary sembra essere calata da dopo che Hillary Clinton divenne first lady degli Stati Uniti.
A questo nome vengono occasionalmente collegati i nomi Lara e Larissa, la cui origine è però diversa.

## Onomastico
L'onomastico è festeggiato il 31 dicembre in ricordo di santa Ilaria, martire a Roma con altri compagne.
Si ricordavano con questo anche altre due sante: il 3 dicembre santa Ilaria, anch'essa martire a Roma assieme ai suoi familiari, e santa Ilaria di Augusta, madre di santa Afra e martire, festeggiata il 12 agosto; entrambe le sante sono però state rimosse dall'ultima versione aggiornata del Martirologio.

## Persone
- Ilaria Alpi, giornalista italiana

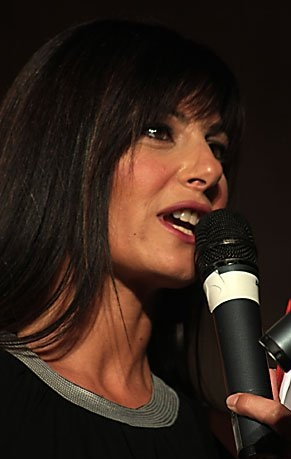
Ilaria D'Amico

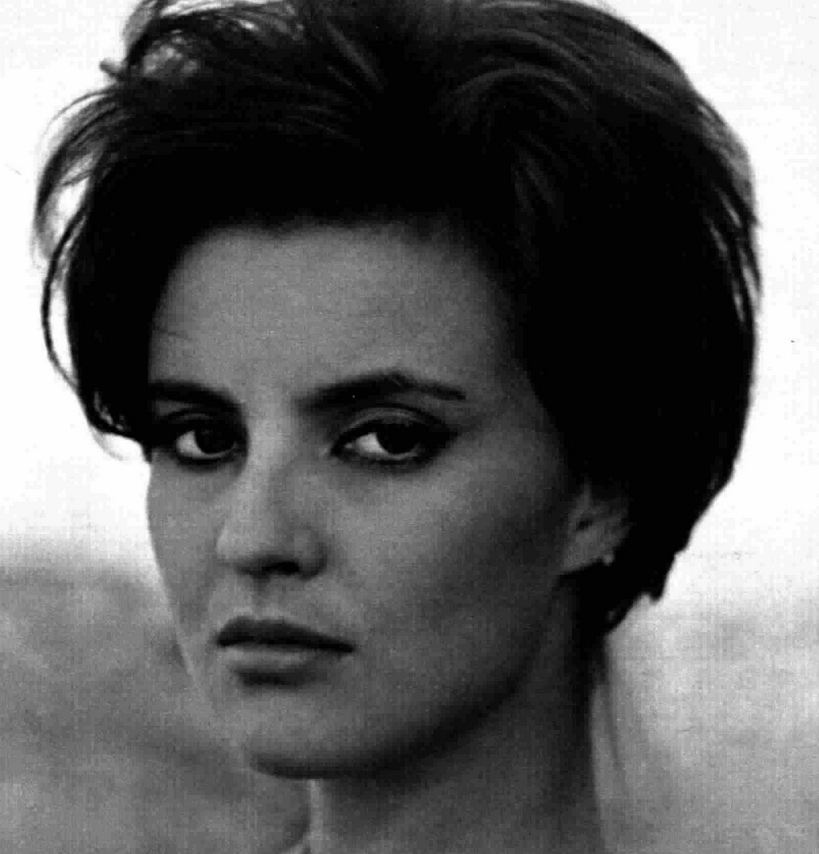
Ilaria Occhini

- Ilaria Bianchi, nuotatrice italiana
- Ilaria Bianco, schermitrice italiana
- Ilaria Cavo, giornalista e scrittrice italiana
- Ilaria D'Amico, conduttrice televisiva italiana
- Ilaria Capua, virologa, veterinaria e politica italiana
- Ilaria del Carretto, moglie di Paolo Guinigi, signore di Lucca
- Ilaria D'Elia, attrice, doppiatrice, regista e sceneggiatrice italiana
- Ilaria Galassi, showgirl e ballerina italiana
- Ilaria Garzaro, pallavolista italiana
- Ilaria Latini, doppiatrice italiana
- Ilaria Moscato, conduttrice televisiva e annunciatrice televisiva italiana
- Ilaria Occhini, attrice italiana
- Ilaria Porceddu, cantante e musicista italiana
- Ilaria Salvatori, schermitrice italiana
- Ilaria Scarcella, nuotatrice italiana
- Ilaria Sciorelli, nuotatrice italiana
- Ilaria Spada, showgirl, attrice e conduttrice televisiva italiana
- Ilaria Stagni, doppiatrice italiana
- Ilaria Titone, triatleta italiana
- Ilaria Tocchini, nuotatrice italiana
- Ilaria Zanoni, cestista italiana

### Variante Hilary

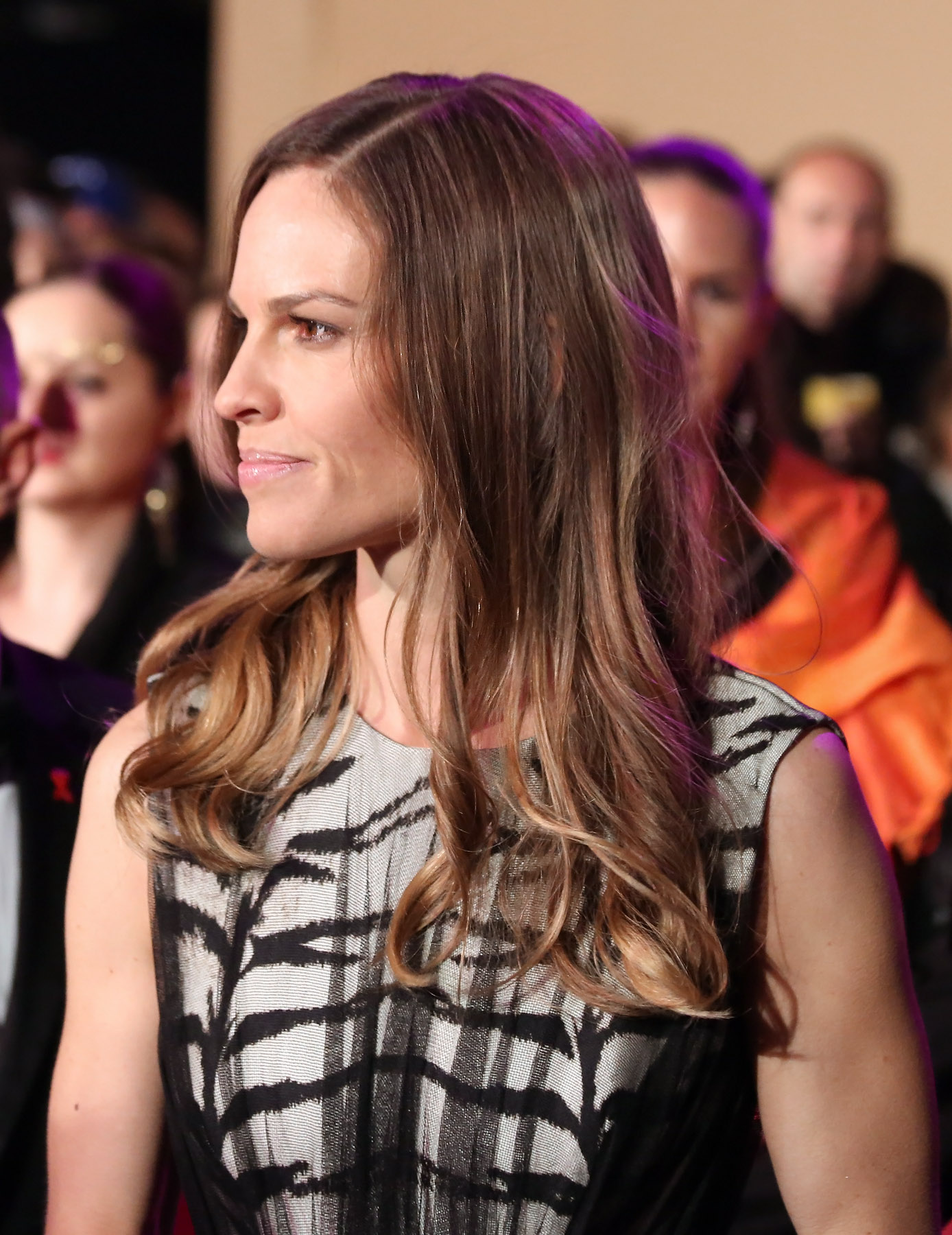
Hilary Swank

- Hilary Duff, attrice, cantante, scrittrice e stilista statunitense
- Hilary du Pré, flautista britannica
- Hilary Hahn, violinista statunitense
- Hilary Henkin, sceneggiatrice statunitense
- Hilary Labow, attrice statunitense
- Hilary Liftin, scrittrice statunitense
- Hilary Lindh, sciatrice alpina statunitense
- Hilary Longhini, sciatrice alpina italiana
- Hilary Mantel, scrittrice e critica letteraria britannica
- Hilary Rhoda, modella statunitense
- Hilary Swank, attrice statunitense

### Variante Hillary

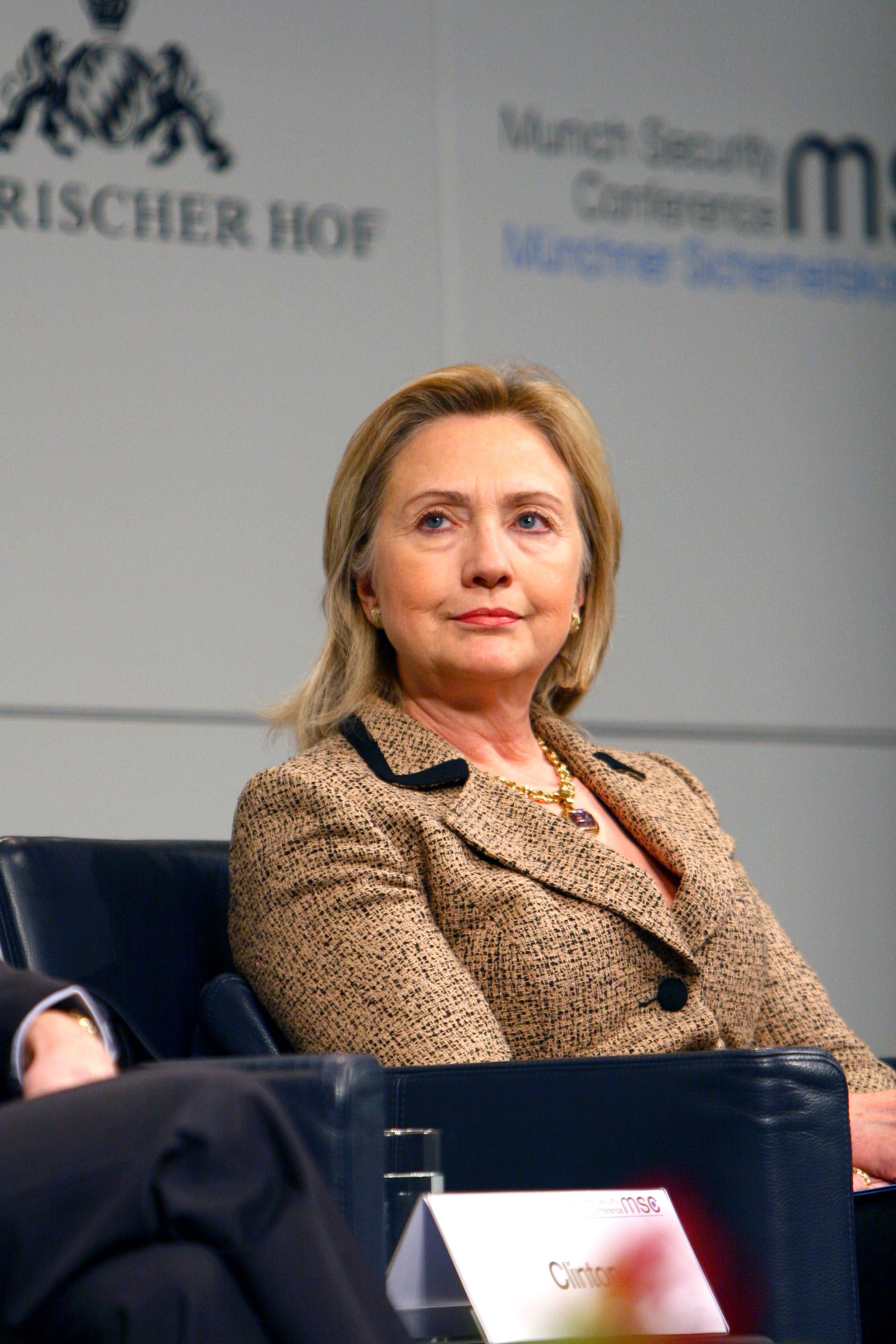
Hillary Clinton

- Hillary Clinton, politica, avvocato e first lady statunitense
- Hillary Scott, pornoattrice statunitense
- Hillary Wolf, attrice e atleta statunitense

### Variante Ilary
- Ilary Blasi, showgirl e conduttrice televisiva italiana

### Variante Hilarie
- Hilarie Burton, attrice statunitense

## Il nome nelle arti
- Ilaria condizionata è una canzone di Caparezza.
- Ilaria è una canzone di Gigi D'Alessio
- Ilaria è una canzone dei Pinguini Tattici Nucleari
- Hillary Bauer è un personaggio della soap opera Sentieri.
- Hilary Kamigi è il nome italiano di Hikari Kamijo, personaggio della serie di manga e anime La leggenda di Hikari.
- Ilaria Tanadale è un personaggio della serie televisiva Camera Café.